# Aethalops aequalis
Aethalops aequalis é uma espécie de morcego da família Pteropodidae. Endêmica de Bornéu.